# NGC 6346
NGC 6346 is een elliptisch sterrenstelsel in het sterrenbeeld Draak. Het hemelobject werd op 13 mei 1887 ontdekt door de Amerikaanse astronoom Lewis A. Swift.

## Synoniemen
- MCG 10-24-114
- ZWG 299.64
- PGC 59946